# Вишнёвое (Черняховский район, Калининградская область)
Вишнёвое — посёлок  в Черняховском городском округе Калининградской области Российской Федерации.

## География
Находится в центральной части Калининградской области, в зоне хвойно-широколиственных лесов, на берегах реки Осинка.

### Климат
Климат характеризуется как переходный от морского к умеренно континентальному. Среднегодовая температура воздуха — 8,3 °C. Средняя температура воздуха самого холодного месяца (января) — −0,9 °C (абсолютный минимум — −35 °C); самого тёплого месяца (июля) — 18,5 °C (абсолютный максимум — 37 °C). Период температуры воздуха выше 0 °C составляет 274 дня. Длительность вегетационного периода — 180—200 дней. Годовое количество атмосферных осадков — 850—900 мм, из которых большая часть выпадает в тёплый период.

## История
Согласно довоенным картам Восточной Пруссии на месте нынешнего посёлка располагался населённый пункт Попелькен (нем. Popelken) (1938-1946 — Брухфельде (нем. Bruchfelde)).
После Второй мировой войны в 1947 году согласно Указу Президиума ВС РСФСР от 17.11.1947 Попелькен был переименован в посёлок Прудовка. Тем же указом наименование Вишнёвое было присвоено объединённому посёлку, включавшему в себя несколько населённых пунктов: Медукаллен (нем. Medukallen) (1938-1946 — Хонигберг (нем. Honigberg)); Дейенен (нем. Dejehnen) (1938-1946 — Денен (нем. Dehnen)); Пабаллен (нем. Paballen) (1938-1946 — Верфен (нем. Werfen)); Ужелькснен (нем. Uszelxnen) (1938-1946 — Эрленбрух (нем. Erlenbruch)).
К 1975 году упразднённый посёлок Прудовка присоединен к Вишнёвому, а бывшая деревня Медукаллен отнесена к посёлку Покровское.
Посёлок входил с 2008 по 1 января 2016 года в состав  Калужского сельского поселения Черняховского муниципального района.

## Население
| 2002 | 2010 |
| ---- | ---- |
| 4    | ↘0   |